# Macrolabis delphinii
Macrolabis delphinii är en tvåvingeart som beskrevs av Fedotova 1987. Macrolabis delphinii ingår i släktet Macrolabis och familjen gallmyggor.
Artens utbredningsområde är Kazakstan. Inga underarter finns listade i Catalogue of Life.